# 암스테르담의 기적
암스테르담의 기적은 2018-19년 UEFA 챔피언스리그 4강 2차전 암스테르담 소재 요한 크루이프 아레나에서 토트넘 홋스퍼가 아약스를 상대로 3-2, 합산 3-3 (원정 다득점 우세)으로 결승에 진출한 사건이다.
이 경기에서 아약스는 전반에 2-0으로 앞서갔으나, 후반 루카스 모우라에게 해트트릭을 허용하여 결승 진출에 실패하였다.

## 개요
| 아약스 암스테르담         | 2 - 3 | 토트넘 홋스퍼                 |
| ------------------------- | ----- | ----------------------------- |
| 더 리흐트 5′ · 지예흐 35′ |       | 루카스 모우라 55′, 59′, 90+5′ |

## 경기전
앞선 4강 1차전은 토트넘의 홈 구장인 토트넘 홋스퍼 스타디움에서 경기를 치렀다. 그러나 결과는 1-0으로 원정팀 아약스가 승리하였고, 토트넘은 원정에서 반드시 승리해야 하였다.

## 경기

### 전반전
경기가 시작된 지 4분 만에 아약스의 타디치 선수가 슈팅을 때렸지만, 키퍼 요리스가 선방했다. 그러나 그 공은 코너킥으로 연결되었고, 그 코너킥에서 더 리흐트의 헤딩이 그대로 골망을 가르면서 1:0, 아약스가 합산점수 2:0으로 앞서나가게 되었다.
35분경 아약스의 타디치가 왼쪽 측면에서 공을 몰았고 지예흐가 튀어나와 공을 받고 논스톱으로 그대로 골망을 흔들어버렸다. 그렇게 2:0, 아약스는 합산점수 3:0으로 앞서갔다.
전반전이 끝날 때까지 토트넘은 골을 뽑아내지 못했고, 2:0으로 종료되었다.

### 후반전
후반전을 시작하자마자 토트넘의 감독 포체티노는 193cm의 장신 스트라이커 페르난도 요렌테를 투입하면서 전술에 한층 변화를 주었다.
53분 에릭센의 정확한 패스와 델리 알리의 슈팅이 아약스의 키퍼 오나나의 선방에 막혔지만, 토트넘 공격이 시작의 불씨를 피우게 되었다.
55분 루카스 모우라가 만회골을 터뜨리고, 59분 다시 루카스 모우라가 터닝슛으로 동점 골을 기록하며 멀티 골, 2:2(합산스코어 3:2)를 만들었다.
79분에는 하킴 지예흐의 슈팅이 골대를 강타하였다.
추가시간은 5분이 주어졌으나, 단 1골만 넣으면 결승에 진출할 수 있는 토트넘은 쉽사리 골을 넣지 못했다. 추가시간 4분에는 골키퍼 요리스까지 코너킥 상황에 동참하게 하면서 골을 노렸지만 요렌테의 머리에 맞고 그대로 붕 뜨고 말았다.
아약스는 요렌테의 헤딩 이후 골키퍼 오나나가 골킥을 하지 않고 시간을 끌다 옐로카드를 받아 결승 진출을 이뤄내도 경고누적으로 출전할 수 없게 되었다.
오나나 키퍼는 30초 정도가 지나서야 넘어지면서까지 멀리 골킥을 했고, 패색이 짙던 추가시간 5분 1초경, 루카스 모우라가 극적인 해트트릭을 기록하면서 2:3, 합산스코어 3:3, 원정스코어 1:3으로 승리하면서 결국 토트넘 홋스퍼가 구단 137년 역사상 처음으로 UEFA 챔피언스리그 결승 진출에 성공하였다.
이날 루카스 모우라는 많은 매체에서 평점 10.0점 만점을 받게 되었고, MOM에 선정되었다.

## 원인
맨시티와의 8강 1차전에서 해리케인이 부상을 당하는 바람에 이탈한 상황에서 토트넘 홋스퍼 스타디움에서 열린 4강 1차전에서는 전반 15분에 도니 판 더 베이크의 결승골로 0대1로 뒤지고 있는 상황에서 요한 크루이프 아레나에서 4강 2차전이 열렸는데, 해리케인이 부상으로 빠진 토트넘은 아약스 수비진들에게 토트넘의 손흥민을 집중 견제하였고, 실제로 이 전략은 전반전에는 유효하게 실현되었다. 그러나, 이후 후반전 시작할 때에 토트넘은 미드필더 빅토르 완야마가 나가고, 공격수 페르난도 요렌테가 들어가게 되면서 토트넘은 남은 후반전에 모든것을 쏟아 부었다. 토트넘의 공격 핵심이 손흥민에서 루카스 모우라로 변경되었고, 4강 진출 팀 중 평균 연령이 제일 낮았던 아약스의 수비진이 갈팡질팡하게 되자 55분과 59분에 루카스 모우라가 완전히 열린 상태에서 슈팅할 수 있는 기회가 주어지면서 멀티골을 넣으면서 2대2 상황까지 만들었고 합산 스코어 3대2로 아약스가 잘만 지켜낸다면 결승으로 갈 수 있었다. 아약스는 이제 공격수를 아웃 시키고, 수비수를 넣어서 아약스의 골문을 더욱 단단하게 만들었다. 반대로 토트넘은 1골만 더 넣으면 '원정 다득점' 이라는거로 결승에 올라갈 수 있게되었다. 토트넘은 수비수를 아웃 시키고 공격수를 넣었다. 후반전 추가시간이 나오기 전 까지는 팽팽한 두 팀이였다. 추가시간이 무려 5분이나 나왔다. 추가시간이 주어지고 4분 18초에 아약스에 골키퍼 오나나가
시간을 지연시켜서 경고를 받았다. 골킥을 차고 이제 남은 시간은 약 30초 밖에 안되었다 토트넘에 무사 시소코가 앞으로 뿌려주자, 토트넘에 요렌테와 델레 알리가 연계플레이를 하고, 델리알리의 패스를 받은 루카스 모우라는 왼발로 골을 넣으면서 토트넘은 승리하게 되었고, 결승에서 리버풀과 만났다.